# 1997 PM2
1997 PM2 är en asteroid i huvudbältet som upptäcktes 7 augusti 1997 av den amerikanske astronomen George R. Viscome vid Rand-observatoriet.
Asteroiden har en diameter på ungefär 8 kilometer.